# IC 3506
IC 3506 — галактика типу E? (еліптична галактика) у сузір'ї Діва.
Цей об'єкт міститься в оригінальній редакції індексного каталогу.